# AC Sparta Prag
AC Sparta Prag (tjekkisk: AC Sparta Praha) er en tjekkisk fodboldklub hjemmehørende i Prag. Der er tale om den mest succesrige klub i Tjekkiet/Tjekkoslovakiet med ti tjekkiske mesterskaber og 24 tjekkoslovakiske mesterskaber, og en stribe kendte spillere har rod i denne klub.

## Historie
Klubben blev startet i 1893 under navnet Athletic Club Královské Vinohrady. Den har gennem årene haft mange navne, men ordet "Sparta" kom ind allerede i 1894 og har siden indgået. AC Sparta Praha har været officielt navn siden 1991 (siden 1993 med det efterstillede "fotbal, a.s.").
Det første store resultat for holdet kom i 1909, hvor det blev til sejr i den tjekkoslovakiske pokalturnering. Tre år senere kom det første nationale mesterskab i hus, og siden er mesterskaber og pokaltriumfer kommet med jævne mellemrum. Klubbens sorteste periode kom i 1970'erne, hvor den overhovedet ikke vandt mesterskaber og oven i købet måtte lide den skæbne at rykke ud af landets bedste række i 1975. Allerede året efter rykkede Sparta dog op igen, så sæsonen 1975-76 blev den hidtil eneste uden for landets bedste række.
Siden midten af 1980'erne har klubben været det suverænt stærkeste i først Tjekkoslovakiet og siden landets deling i Tjekkiet med 18 mesterskaber i perioden 1984-2007 samt 8 pokalsejre i samme periode.
På den internationale scene har Sparta Prag ført en mere anonym tilværelse, men klubben var den første til at vinde Mitropa Cup, den første seriøse internationale klubturnering i Europa. Denne turnering startede i 1927, og Sparta vandt yderligere turneringen i 1935 og 1964.

## Klubbens symboler
Navnet Sparta stammer fra oldtidens Grækenland, hvor spartanerne var symbolet på kampgejst og mod. Farverne i klubbens banner symboliserer Europa (blåt), kongens by (rødt) og byen Prag (rødt og gult). Klubdragtens farve er inspireret af engelske Arsenals farver fra starten af det 20. århundrede, hvor en delegation fra Sparta besøgte denne klub og kunne lide dens klubdragts farver.

## Faciliteter
Klubben spiller sine hjemmekampe på AXA Arena og har træningsfacliteter på det store Strahov-stadion.

## Kendte spillere fra Sparta
Følgende spillere har i kortere eller længere tid spillet i klubben:
- Pavel Nedvěd (1992-1996)
- Libor Sionko (1994-2004, 2010- )
- Petr Čech (2001-2002)
- Tomáš Rosický (1998-2001)
- Jan Koller (1994-1996)
- Karel Poborský (2002-2005)
- Zdeněk Pospěch (2005-2007)
- Tomáš Řepka (1995-1998, 2006- )
- Vratislav Lokvenc (1994-2000)
- Tomáš Skuhravý (1982-1984, 1986-1990)
- Ivan Hašek (1977-1990, 1996-1998)
- Jozef Chovanec (1978-1979, 1981-1988, 1991-1995)